# Шепи (Меза)
Шепи (фр. Cheppy) насеље је и општина у североисточној Француској у региону Лорена, у департману Меза која припада префектури Верден.
По подацима из 2011. године у општини је живело 125 становника, а густина насељености је износила 8,43 становника/km². Општина се простире на површини од 14,83 km². Налази се на средњој надморској висини од 169 метара (максималној 239 m, а минималној 155 m).

## Демографија
| 1962. | 1968. | 1975. | 1982. | 1990. | 1999. | 2011. |
| ----- | ----- | ----- | ----- | ----- | ----- | ----- |
| 178   | 179   | 157   | 152   | 141   | 131   | 125   |

График промене броја становника у току последњих година